# 紀元前120年
紀元前120年（きげんぜん120ねん）は、ローマ暦の年である。

## 他の紀年法
- 干支 : 辛酉
- 日本
  - 開化天皇38年
  - 皇紀541年
- 中国
  - 前漢 : 元狩3年
- 朝鮮
  - 檀紀2214年
- 仏滅紀元 : 425年
- ユダヤ暦 : 3641年 - 3642年

## 誕生
- ベレニケ3世、古代エジプトの女王（+ 紀元前80年）
- ルキウス・コルネリウス・シセンナ、作家、政治家（+ 紀元前67年）
- ウェリウス、プラエトル（+ 紀元前43年）

## 死去
- ヒッパルコス、ロドス島の天文学者、数学者（* 紀元前190年）
- ポリュビオス、古代ギリシャの歴史学者（* 紀元前203年）